# Euteratocephalus palustris
Euteratocephalus palustris är en rundmaskart som först beskrevs av De Man 1880. Enligt Catalogue of Life ingår Euteratocephalus palustris i släktet Euteratocephalus och familjen Teratocephalidae, men enligt Dyntaxa är tillhörigheten istället släktet Euteratocephalus och familjen Metateratocephalidae. Arten är reproducerande i Sverige. Inga underarter finns listade i Catalogue of Life.